# Vigevani (cognome)
Vigevani è un cognome di lingua italiana.

## Varianti
Vigevano.

## Origine e diffusione
Il cognome è tipico del milanese, del piacentino e del parmense e deriva dal nome della città di Vigevano, in Lomellina.
In Italia conta circa 107 presenze.
La variante Vigevano è concentrata nella sola Milano.

## Persone
- Alberto Vigevani – scrittore, editore, critico teatrale, critico letterario e libraio italiano
- Carlo Vigevani – calciatore italiano
- Fausto Vigevani – politico e sindacalista italiano